# Онуфрик, Богдан Семенович
Онуфрик Богдан Семенович — журналист и политик, народный депутат Украины VIII созыва

## Биография
Богдан Онуфрик родился 15 апреля 1958 года в селе Пуков Рогатинского района Ивано-Франковской области. В 1975 году поступил на факультет журналистики Львовского государственного университета им. Ивана Франко. В 1980 году после его окончания получил направление в Новоселицкую районную газету Черновицкой области. Работал корреспондентом, заведующим отделом, заместителем главного редактора.
В 1983 году избран первым секретарем Новоселицкого райкома комсомола, депутатом районной рады, в 1985 — секретарем Черновицкого обкома комсомола.
С 1987 года работал в Черновицкой областной государственной телерадиокомпании — старшим редактором, заведующим отделом, руководителем творческого объединения. Готовил молодёжные, музыкальные, общественно-политические программы. Основал один из первых в Украине «живых» телевизионных хит-парадов — «Музична драбина», который более двух лет выходил в эфире Первого национального (УТ-1).
В 1997-м стал генеральным директором СП «Нико-PR», возглавил Телерадиокомпанию «НБМ», ныне известную как «5 канал». Сотрудничал с Украинской службой ВВС. В 2002—2006 годах представлял в Черновцах Международный Медиа Центр — СТБ.
В 2006—2014 годах роботал в Черновицкой областной государственной администрации: помощником головы, начальником Управления информации и связей с общественностью, директором Департамента общественных коммуникаций. Инициировал проведение на Буковине этно-фестиваля «На гостини до Івана», посвящённого памяти Ивана Миколайчука.
С 27 ноября 2014 года — народный депутат Украины VIII созыва от партии Блок Петра Порошенко, № 31 в списке. Член Комитета Верховной Рады Украины по вопросам свободы слова и информационной политики. 1 ноября 2018 года были введены российские санкции против 322 граждан Украины, включая Богдана Онуфрика. По данным «Опора», один из наиболее эффективных народных депутатов Украины VIII созыва.
Заслуженный журналист Украины.
Жена Валентина Бондарь — тележурналист, Заслуженный журналист Украины.
Сын Роман — ИТ, дочь Ярослава — социальный психолог, журналист и телеведущая.